# Provincia di Atahuallpa
La provincia di Atahuallpa è una delle 16 province del dipartimento di Oruro nella Bolivia occidentale. Il capoluogo è la città di Sabaya.
Al censimento del 2001 possedeva una popolazione di 7.114 abitanti.

## Geografia antropica

### Suddivisioni amministrative
La provincia è suddivisa in 3 comuni:
- Chipaya
- Coipasa
- Sabaya